# Denver Fox
Denver Derick Fox Brachettes (ur. 22 listopada 1997 w Bluefields) – nikaraguański piłkarz występujący na pozycji bramkarza, reprezentant Nikaragui, od 2023 roku zawodnik Sport Sébaco.